# Chaumergy
Chaumergy é uma comuna francesa na região administrativa de Borgonha-Franco-Condado, no departamento de Jura. Estende-se por uma área de 6,14 km². Em 2010 a comuna tinha 492 habitantes (densidade: 80,1 hab./km²).